# Мезенцов, Александр Петрович
Алекса́ндр Петро́вич Мезенцо́в (1859, Санкт-Петербург — после 1917) — русский общественный деятель и политик, член III Государственной думы от Пензенской губернии.

## Биография
Родился 3 (15) марта 1859 года в семье потомственного дворянина  Пётра Ивановича Мезенцова.
Окончил Пажеский корпус (1876), был выпущен офицером в гвардейскую конно-артиллерийскую бригаду. Участвовал в русско-турецкой войне 1877—1878 годов, состоял в отряде генерала Гурко. Вышел в отставку в чине штабс-капитана и поселился в своем имении, где посвятил себя ведению хозяйства и общественной деятельности. Избирался гласным Саранского уездного и Пензенского губернского земств; с 1904 года был почётным мировым судьёй.
Имел земельные владения в Саранском уезде Пензенской губернии (500 десятин). В 1907 году был избран членом III Государственной Думы от Пензенской губернии. Входил во фракцию «Союза 17 октября», с 5-й сессии был беспартийным. Состоял членом комиссий: продовольственной, по местному самоуправлению, по государственной обороне.
Судьба после революции неизвестна.

## Семья
Женился 12 ноября 1886 года на дочери князя Александра Прохоровича Ширинского-Шихматова Марии — после смерти её первого мужа Миронова. Их дочь — Татьяна (18.10.1888—?).

## Комментарии
1. ↑  У Фреймана в сборнике Пажи за 185 лет Архивная копия от 18 февраля 2024 на Wayback Machine указан Владимир Петрович Мезенцов (старший брата?), а сведений об Александре нет.